# Kalat (Stadt)
Kalat  oder Qalat (Belutschisch: قلات) ist die Hauptstadt des Distrikts Kalat in der pakistanischen Provinz Belutschistan.

## Klima
Kalat weist nach der Köppen-Klimaklassifikation ein kaltes Wüstenklima (BWk) auf. Die Durchschnittstemperatur in Kalat liegt bei 14,5 °Celsius, während der Jahresniederschlag im Durchschnitt 181 mm beträgt.

## Geschichte
Die Stadt Kalat soll von Sewa, einem legendären Helden des Brahui-Volkes, gegründet und nach ihm Qalat-e Sewa (Sewa's Fort) genannt worden sein.
Die Brahui sprechenden Stämme kamen aus dem Osten in das Gebiet von Kalat, lange vor der Ankunft der Belutschisch-sprechenden Stämme aus dem Westen. Die Brahuis errichteten im 15. Jahrhundert ein größeres Königreich, das jedoch bald unterging, und die Region fiel für kurze Zeit an die Mogul-Kaiser. Die Brahui sprechenden Herrscher von Kalat dominierten ab dem 17. Jahrhundert bis zur Ankunft der Briten im 19. Jahrhundert. 1876 wurde ein Vertrag unterzeichnet, durch den Kalat als Fürstenstaat Kalat Teil des britischen Weltreich wurde. Als sich die Briten 1948 zurückzogen, wurde Kalat Teil von Pakistan, nachdem es ein Jahr als souveränes Gebiet bestanden hatte. Es existiert weiterhin ein Herrscher von Kalat als zeremonielle Position.

## Bevölkerungsentwicklung
| Zensusjahr | Einwohnerzahl |
| ---------- | ------------- |
| 1972       | 06.481        |
| 1981       | 11.037        |
| 1998       | 22.646        |
| 2017       | 36.796        |

## Galerie

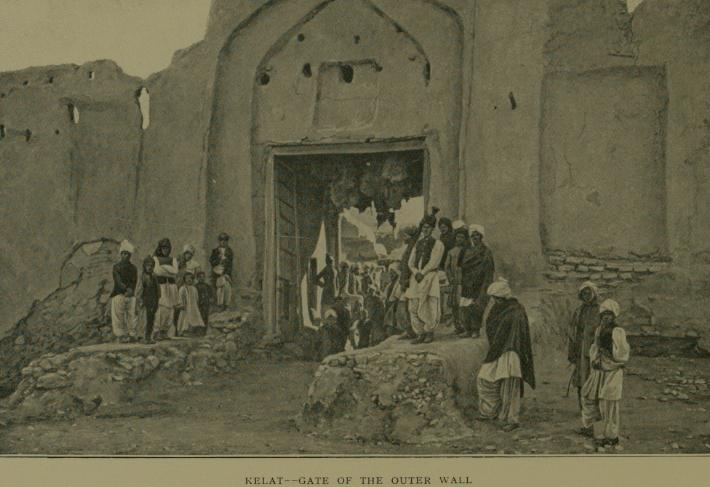
Tor zu Kalat (1909)